# Erika Rosén
Erika Rosén, född 29 januari 1983, är en svensk låtskrivare, gitarrist och sångerska från Malmö. År 2010 gav hon via skivbolaget Margit Music ut sin debutskiva Reload all emotions and let them collide som producerades av bl.a. Katharina Nuttall. Samma år mottog Rosén STIM:s årliga låtskrivarstipendium. Rosén har turnerat i Tyskland och Europa genom åren och hon spelade även i banden small flowers crack concrete, samt  DunDun tillsammans med bland andra Magnus Sveningsson (The Cardigans) och Christine Owman. Med Owman har Rosén fungerat som livegitarrist vid flertalet Europaturnéer. Mellan åren 2010 och 2014 var Rosén med och startade samt drev Äspöfestivalen. 
Rosén är idag (2015) aktiv som låtskrivare och sångerska i det elektroniska bandet SWIM.
Rosén arbetar också med videoproduktioner och har skapat musikvideor åt bland andra Jesse Sykes, Titiyo, Jim Ward (Sparta), Cecilia Nordlund, Lotta Wenglén m.fl.

## Diskografi
- Build me a brand new sky - 2007 (small flowers crack concrete)
- Hide and seek- 2009 (small flowers crack concrete)
- Reload all emotions and let them collide - 2010 (Erika Rosén)
- DunDun - 2013 (DunDun)

### Webbkällor
- Intervju - Rockfoto
- Recension - Musikreviews.de
- ”Drömskt och innerligt från Södra Åby”. Trelleborgs Allehanda. 3 november 2010. Arkiverad från originalet den 18 april 2013. https://archive.is/20130418104452/http://www.trelleborgsallehanda.se/kultur-och-nojen/skivrecensioner/article1286430/Reload-All-Emotions-And-Let-Them-Collide.html. Läst 8 januari 2012.
- Recension - Sydsvenskan
- STIM-stipendiat 2010